# Onada de calor a l'oest d'Amèrica del Nord del 2021
L'onada de calor a l'oest d'Amèrica del Nord del 2021 és un esdeveniment climàtic extrem que es va produir el juny i el juliol del 2021 i va afectar gran part del nord-oest del Pacífic, inclòs l’oest de Nevada, el nord de Califòrnia, Oregon, Idaho i l'estat de Washington als Estats Units. Al Canadà, les regions especialment afectades són la Colúmbia Britànica i, posteriorment, Alberta, Saskatchewan, el Yukon i els territoris del nord-oest. També va afectar les regions interiors del centre i sud de Califòrnia i el nord-oest i el sud de Nevada, i parts de Montana i Wyoming, tot i que les anomalies de temperatura no van ser tan extremes com a les zones més al nord.
El fenomen, que sembla haver estat causat per la formació d’una cresta de calor, s’ha amplificat per l'escalfament global a causa del canvi climàtic. Es va registrar una temperatura rècord de 49,6 ° C a Lytton, Columbia Britànica del Canadà. L'onada de calor va matar més de 700 persones el 3 de juliol de 2021 i va provocar condicions de sequera favorables als incendis forestals. Un llamp va provocar diversos incendis, però el de Lytton, que va evacuar més de 1.000 persones, en va matar dues i va destruir el poble. Sembla que va ser causat per les guspires d'un tren de la Canadian National Railway.

## Situació meteorològica

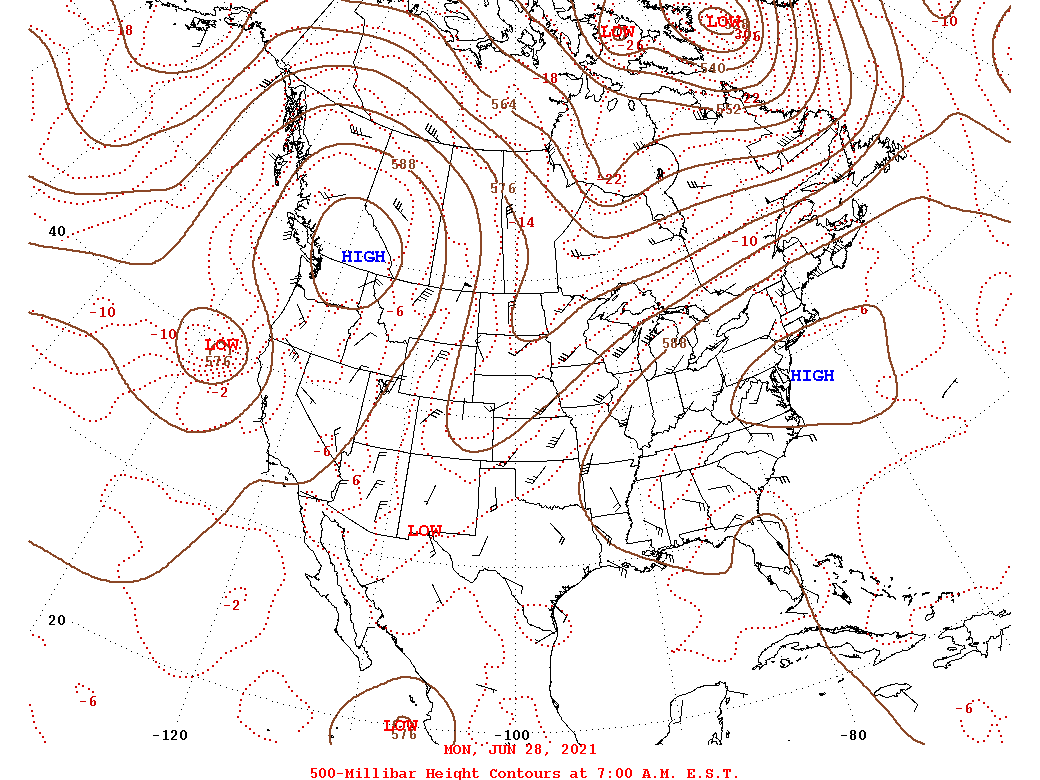
Situació d'un Bloc Rex sobre la Columbia Britànica

El nord-oest del Pacífic es troba a prop de l’alçada del sistema anticiclònic de Hawaii, un sistema semi-permanent, el qual és més actiu a l'estiu. A més, el 2021 és l'any de La Niña, un fenomen en el qual queden les aigües més càlides a la part occidental de l'oceà Pacífic. El 23 de juny, el Servei Meteorològic Nacional dels Estats Units va advertir de l'aproximació d'una onada de calor al nord-oest del Pacífic, els orígens de la qual podrien atribuir-se a les pluges torrencials a la Xina. Aquesta massa d’aire càlid i humit va ser transportada pel corrent en jet cap a l'est sobre les aigües més fredes del Pacífic, on el 25 de juny es va trobar amb una dorsal baromètrica elevada que va desviar el seu curs. Al mateix temps, al sud-oest dels Estats Units experimentava una intensa sequera, que va provocar temperatures més càlides que la mitjana a principis de juny. Els seus efectes es van traslladar al nord-oest.

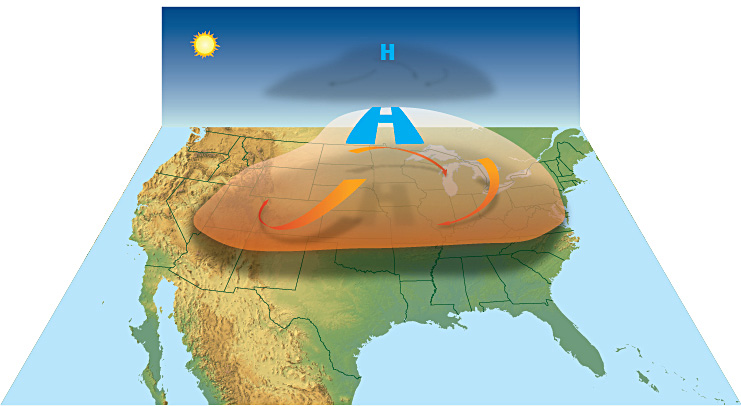
Formació d'una onada de calor a través d'una cúpula de calor. En aquest escenari, l'àrea d'alta pressió empeny l'aire cap avall, escalfant la columna d'aire. Quan l'aire es torna cada vegada més lleuger i més calent a causa de l'energia del sol, no pot escapar de la cúpula per les altes pressions.

Aquestes condicions van provocar un bloqueig meteorològic tipus Rex sobre la Colúmbia Britànica i el nord-oest dels Estats Units. En aquesta situació, un sistema estacionari d'alta pressió no permet passar les depressions, cosa que podria haver refredat la regió. Contràriament, es forma una cresta de calor, ja que l’aire ja calent s’escalfa més ràpid de l’habitual, intensificant-se a la part de la carena. De fet, el 27 de juny, el valor del mapa geopotencial de 500 hPa (esquerra) a Prince George, Columbia Britànica, va ser el més alt registrat mai a la regió i les estacions adjacents també van registrar valors rècord. Els vents descendents de les muntanyes van escalfar encara més l’aire de les valls, i és possible que l'escalfament global també hagi actuat com a amplificador del fenomen.
Després que la cresta de calor dominés uns dies la Columbia Britànica i el nord-oest dels Estats Units, va començar a desplaçar-se cap a l'est, batent rècords a l'est de les muntanyes Rocoses., Especialment a les praderies del nord del Canadà, alhora que proporcionava alleujament a la costa del Pacífic. Per contra, l’aire més inestable i humit a l’oest del bloc va provocar el desenvolupament de núvols de tempesta, produint llamps i provocant incendis forestals.

## Impactes

### Temperatura
Gran part del nord-oest dels Estats Units i de l'oest del Canadà, normalment coneguda pel seu clima temperat al juny, va experimentar màximes d'entre 11-19 ° C per sobre de la mitjana estacional durant aquesta onada de calor. Les temperatures eren tan anormals que les mínimes nocturnes eren superiors a les màximes diürnes normals que experimenta aquesta regió en aquesta època de l'any.
Les temperatures més caloroses de l'ona de calor es van registrar a la Colúmbia Britànica, però també van patir altres províncies i territoris del Canadà. Al 29 de juny, s’havien establert 103 rècords de calor a l’oest del Canadà. Fins i tot als territoris del Nord-oest es van batre rècords: el 28 de juny, Nahanni Butte va establir un rècord regional a 38,1 ° C i 2 dies després, Fort Smith, just al nord de la frontera amb Alberta, va arribar als 39,9 ° C, cosa que va trencar l’anterior. rècord territorial, registrat al mateix lloc el 1941. No obstant això, el mercuri més alt va arribar als 49,6 ° C a Lytton, Colúmbia Britànica el 29 de juny, superant amb escreix el rècord anterior establert al Canadà 84 anys abans. Això va passar després d'establir nous rècords consecutius de 46,6 ° C i 47,9 ° C a la mateixa ubicació els dos dies anteriors.
Als Estats Units, diverses ciutats importants, com Seattle, Portland i Spokane, van experimentar temperatures altes que superen amb escreix els 38 ° C i temperatures mínimes per sobre de les màximes diürnes normals a la regió. La temperatura més calorosa durant l’onada de calor als Estats Units es va registrar a Peshastin, al comtat de Chelan, a l'estat de Washington, on les temperatures es van elevar a 48 ° C el 29 de juny, superant lleugerament el rècord anterior de l’Estat. Les parts de l'interior sud-est de l'estat de Washington estaven gairebé tant escalfades, que coincidien amb la marca anterior de 48 ° C. Les dades preliminars suggereixen que una estació a Alpowa Creek a prop de Clarkston (Washington) va arribar a 50,5 ° C el mateix dia, cosa que encara està per confirmar.